# Radosław Hans
Radosław Wiktor Hans (ur. 10 marca 1904 w Pabianicach, zm. 17 października 1950 w Łodzi) – polski architekt, nauczyciel akademicki, autor wielu modernistycznych realizacji na terenie Łodzi.

## Życiorys
W 1930 ukończył studia na Wydziale Architektury Politechniki Warszawskiej. W latach 1930–1938 piastował funkcję Architekta Dyrekcji Robót Publicznych w Łodzi, a w 1939-1944 prowadził biuro techniczne w Warszawie. Jednocześnie w 1931-1934 wykładał w Szkole Majstrów Budowlanych przy łódzkim Oddziale Polskiej YMCA.
Po 1945 pracował jako kierownik Oddziału w Wydziale Odbudowy Urzędu Wojewódzkiego Łódzkiego, a także wykładowca w Wyższej Szkole Sztuk Plastycznych w Łodzi.
W 1932 był członkiem Komitetu Organizacyjnego Stowarzyszenia Architektów Rzeczypospolitej Polskiej. Działał jako członek SARP Okręg Łódź, w którym w latach 1933-1937 piastował funkcję Sekretarza, w 1937-1938 Prezesa Zarządu Okręgu, a w 1938-1939 Wiceprezesa.

## Realizacje
Autor wielu modernistycznych realizacji na terenie Łodzi, m.in.:
- Dom Literatów przy ul. Kościuszki 98;
- kamienica przy ul. Narutowicza 51[2];
- kamienica Steigertów przy ul. Piotrkowska 133[3];
- kamienica Helmuta Schwartza przy ul. Piotrkowska 134[4].

## Śmierć
Pochowany na cmentarzu katolickim w Pabianicach